# Falso arco

Principio constructivo de un arco maya.

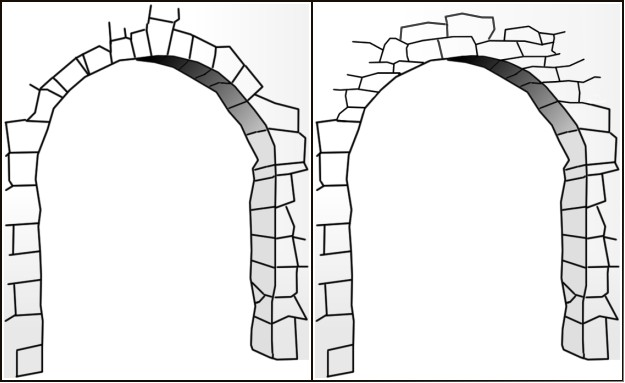
Comparación entre arco real y arco maya.

El falso arco o también llamado a veces arco ménsula, arco acartelado o arco maya, es una construcción con forma de arco obtenida a base de colocar a ambos lados de un vano bloques de piedra escalonados de manera uniforme, hasta que se encuentran en un punto medio. La extrusión de un falso arco produce una falsa bóveda.
A diferencia de un «verdadero» arco, un falso arco no funciona puramente a compresión, que es el tipo de esfuerzo más adecuado para piedras y ladrillos, por lo que, a pesar de suponer un avance frente al sistema adintelado, su eficiencia es limitada.

## Historia

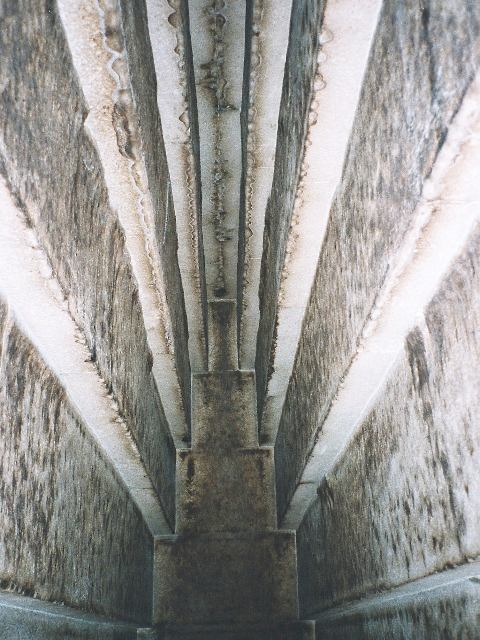
Falsa bóveda en la Gran Pirámide de Giza

Los falsos arcos y las falsas bóvedas se han venido utilizando desde la más remota antigüedad por la práctica totalidad de culturas: la falsa bóveda más antigua de la que se tiene constancia se encuentra en la egipcia pirámide acodada, que data del tercer milenio a. C. También la pirámide de Keops cuenta con una imponente galería de 8 m de altura y más de 40 m de longitud con forma de falsa bóveda.

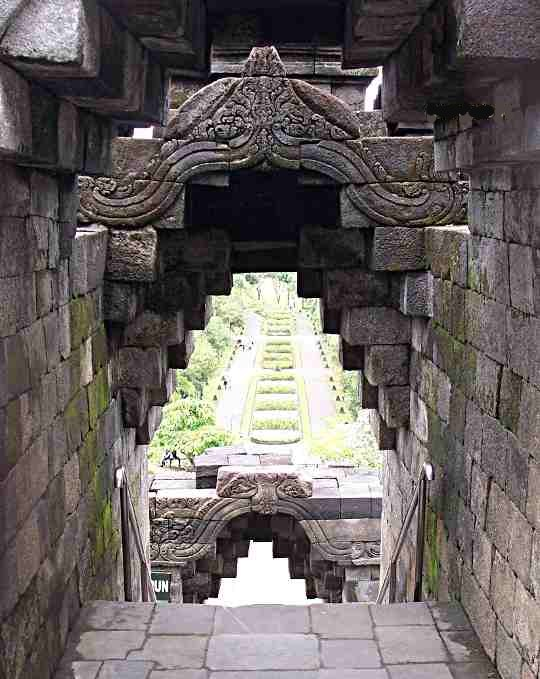
Falsos arcos de piedra en Borobudur, Indonesia.

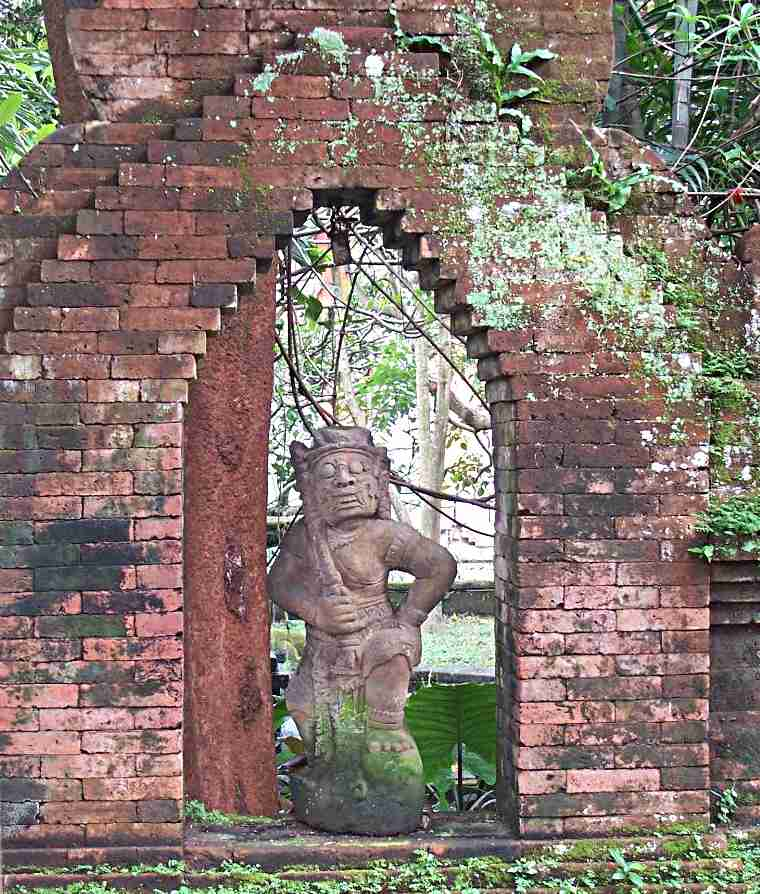
Arco falso de ladrillo en Ubud, Indonesia.

En América este tipo de construcciones se asocian fundamentalmente con la arquitectura maya, hasta el punto de que en algunos lugares esta tipología constructiva ha heredado su nombre. Específicamente, el arco falso es un sistema de cubiertas en la arquitectura maya monumental en las que las bóvedas se logran a través de la sincronización de las hiladas de piezas prefabricadas que progresivamente se deslizan sobre sus antecesoras, remontando el plano vertical de éstas hasta alcanzar una altura donde solo resta colocar una pieza compartida en su apoyo por las dos últimas hiladas de cada segmento, que se denomina «losa tapa». El arquitecto mexicano Alejandro Villalobos definió así el arco falso maya: en el llamado arco falso «la estabilidad del sistema está garantizada en términos de la discontinuidad de sus segmentos: la presencia de dos centroides de gravedad y el desplazamiento horizontal de su intersección con el plano vertical de sus apoyos induce un abatimiento entre ambos, al grado que en caso de colapso, se compromete tan solo un segmento y no la totalidad de la cubierta, como tampoco los elementos sustentantes».
En el Extremo Oriente existen abundantes ejemplos en la India (Tumba del sultán Ghori, en la ciudad de Delhi) y en Camboya en los templos de Angkor, en torno al siglo XII d. C.
También en Europa aparecen falsos arcos, no sólo formando bóvedas, sino también cúpulas: la más antigua cúpula conocida se encuentra en la tumba de Newgrange, en Irlanda, y está datada entre los años 3000-2800 a. C. También es muy conocida la falsa cúpula del Tesoro de Atreo, construido durante la época de la civilización micénica en Grecia (siglo XIII a. C.)